# Haneda Kento
Haneda Kento (sinh ngày 7 tháng 7 năm 1997) là một cầu thủ bóng đá người Nhật Bản.

## Sự nghiệp câu lạc bộ
Haneda Kento hiện đang chơi cho Oita Trinita.